# Peter Askin
Pour les articles homonymes, voir Askin.
Peter Askin, né le 31 mai 1946, est un réalisateur, scénariste et metteur en scène américain.

## Biographie
Peter Askin est le fondateur du Westside Theatre, théâtre d'Off-Broadway, pour lequel il a mis en scène plusieurs pièces dont la comédie musicale Hedwig and the Angry Inch, qui a remporté un Obie Award en 1998, Mambo Mouth et Spic-O-Rama, qui a été diffusé à la télévision. Il a également mis en scène des pièces à Broadway, Sexaholix en 2001 et The Good Body en 2004.
Au cinéma, il a notamment coréalisé et coécrit le film Company Man (2000) avec Douglas McGrath, réalisé un documentaire sur le scénariste Dalton Trumbo en 2007 ainsi que le film A Good Marriage (2014) d'après une nouvelle de Stephen King.

## Filmographie

### Réalisateur
- 2000 : Company Man
- 2007 : Trumbo (en) (documentaire)
- 2011 : Certainty
- 2014 : Couple modèle (A Good Marriage)

### Scénariste
- 1982 : Smithereens
- 2000 : Company Man